# Durgerdam

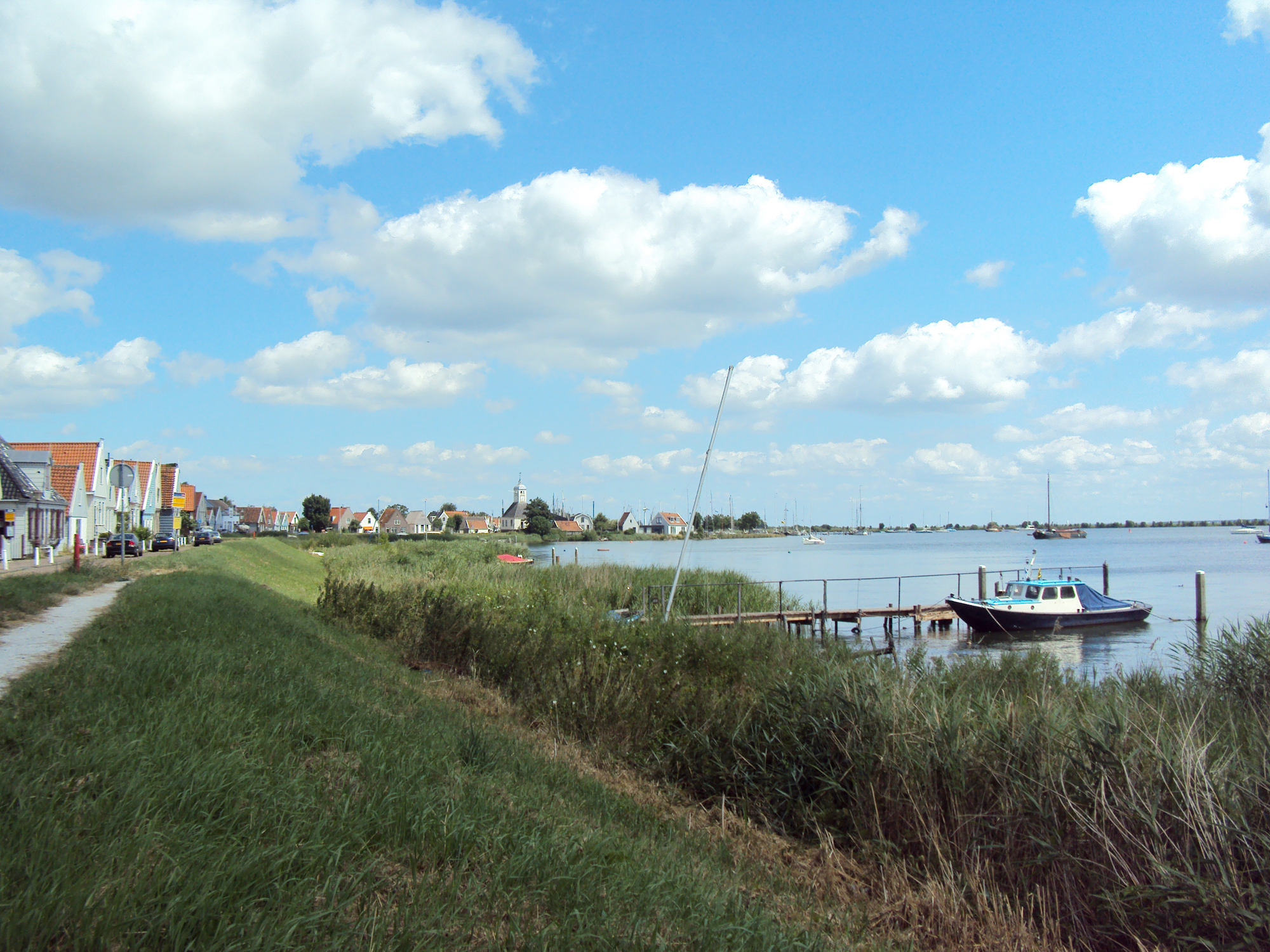
Durgerdam, una pequeña localidad al norte de Amsterdam

Durgerdam es un pueblo en la provincia neerlandesa de Holanda Septentrional. Es una parte del municipio de Ámsterdam, y se encuentra a 7 kilómetros al este del centro de la ciudad, junto al dique de Ĳsselmeer.
Durgerdam es una parte de la deelgemeente  (sub-municipio) Ámsterdam-Noord. El pueblo tiene cerca de 430 habitantes.
Durgerdam fue un municipio independiente entre el 1 de mayo de 1817, y el 1 de enero de 1818, cuando se fusionó con Ransdorp.